# الکساندر ولادیمیروویچ کونووالوف
الکساندر ولادیمیروویچ کونووالوف (روسی: Алекса́ндр Влади́мирович Конова́лов؛ زادهٔ ۶ سپتامبر ۱۹۶۸) یک سیاست‌مدار اهل اتحاد جماهیر سوسیالیستی شوروی است.